# Estadio Chernomorets
El estadio Chernomorets (en ucraniano: Стадіон «Чорноморець»), conocido entre 1959 y 2003 como estadio Tsentralnyi-Chernomorets (en ucraniano: центральний стадіон «Чорноморець»), es un estadio de fútbol de la ciudad de Odesa (Ucrania). Fue inaugurado en 1935 y reconstruido en 2011 en el lugar que ocupaba el Estadio Central de la Compañía de Transporte del Mar Negro de la antigua Unión Soviética, que había sido demolido en 2009. Tiene una capacidad para 34 164 espectadores y es el campo del FC Chernomorets Odesa.
El partido inaugural, entre el FC Chernomorets Odesa y el FC Karpaty Lviv, se jugó el 19 de noviembre de 2011, y terminó con un empate 2-2. El primer gol fue anotado por Vitaliy Balashov en el minuto 46 de penalti.
El estadio llegó a ser considerado una posible sede de la Eurocopa 2012.
En febrero de 2023, debido a la invasión rusa de Ucrania en 2022, la fachada del estadio Chornomorets fue desrusificada.

## Historia
El antiguo estadio fue construido en el mismo sitio en 1935 y fue nombrado originalmente como el Estadio Memorial Kosior, después de que el Primer Secretario del Partido Comunista de la República Socialista Soviética de Ucrania. Tras ser ejecutado Stanislav Kosior en las purgas estalinistas de 1930, el nombre cambió a Shevchenko Park Stadium. Después de la Segunda Guerra Mundial, el estadio pasó a titularidad del Ministerio Republicano de la Alimentación y recibió el nombre de Kharchovyk Estadio Central. Al final de la década de 1950 fue rebautizado como Estadio Avanhard y posteriormente como el Estadio de la Sociedad de Deportes de Ucrania de los Trabajadores Industriales. En 1959 el estadio fue renombrado como el Estadio Central de la Compañía de Transporte del Mar Negro. 
Tenía un aforo para 28 164 personas y fue sede de la Supercopa de Ucrania de 2004 a 2007. A finales de 2008 fue cerrado y en 2009 demolido, para ser reconstruido en 2011.

## Imágenes

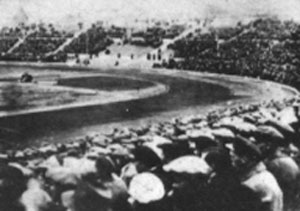
El estadio en 1936.
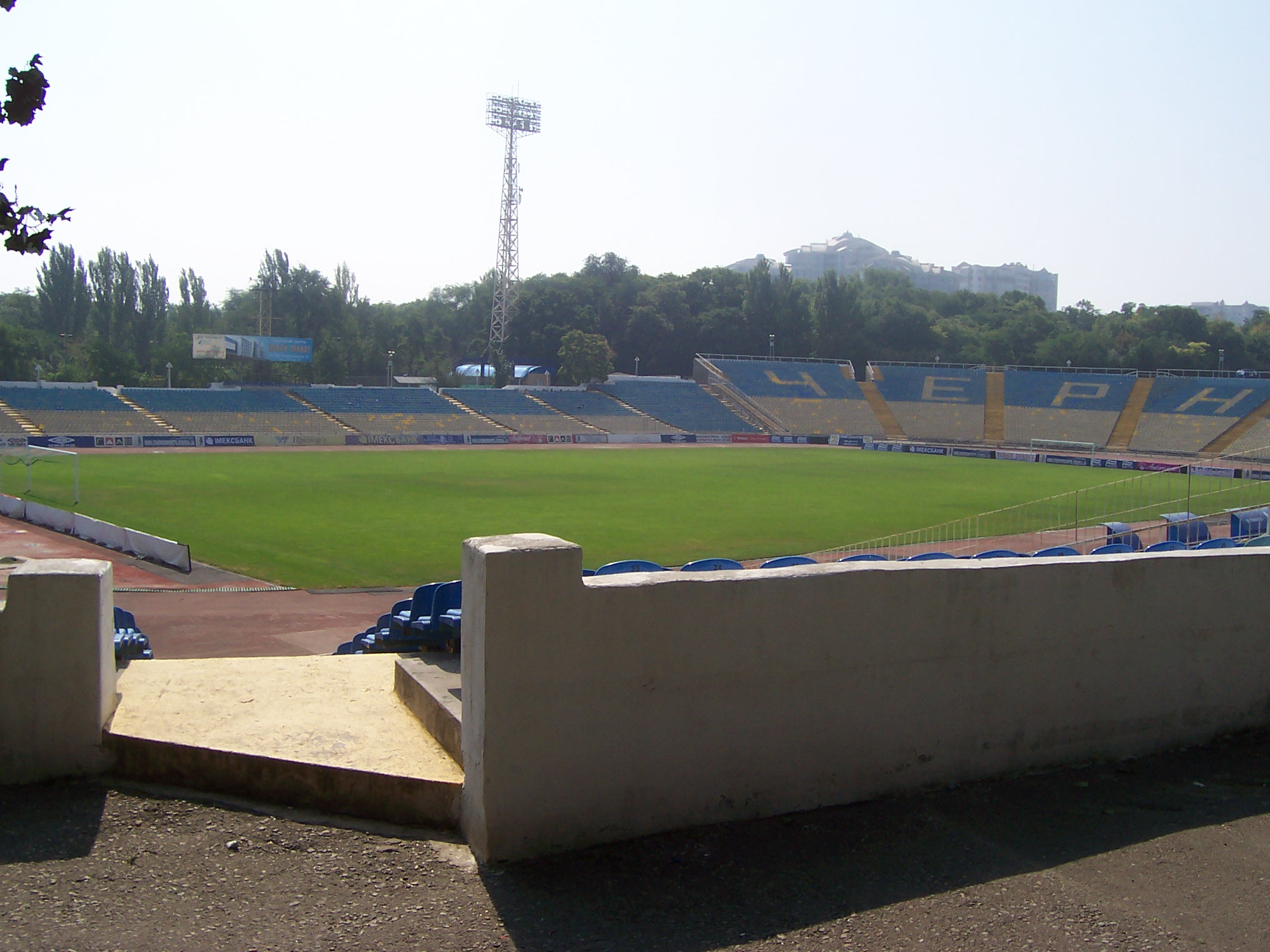
El estadio antes de su reconstrucción en 2011.